# زوراخاچ
زوراخاچ (ارمنی: Զորախաչ) یک منطقهٔ مسکونی در جمهوری آرتساخ است که در استان کاشاتاق واقع شده‌است دارد.